# Höljes
Höljes er en småort i Torsby kommun i det nordlige Värmland i Sverige og kyrkby i Norra Finnskoga socken.
Byen ligger ved riksväg 62, omkring 100 kilometer nord for Torsby og knap 30 kilometer fra grænsen til Norge. Norra Finnskoga kyrka ligger i byen.

## Historie
Den tidligste gård i området som senere blev Norra Finnskoga socken er uden tvivl Höljes. Erik Fernows beskrivelse af Värmland, Beskrifning öfwer Wermeland (1773 - 79), fortæller at der kun var én indbygger i det nordlige Värmland i 1300-tallet, og han boede i Höljes. Hans nærmeste nabo boede 150 kilometer fra ham i Gräs i Sunnemo socken. Gården som Fernow refererede til er formentlig Gammalgården.
En anden nedskriver mener at der et godt stykke ind i 1500-tallet kun fandtes én by i Norra Finnskoga, og der var Höljes, beliggende hvor Klarälven gør en udmunding som kaldes Höljessjön.
I 1918 åbnede både Sydsvenska kreditaktiebolaget og Värmlands folkbank filialer i Finnskoga-Höljes, hvoraf sidstnævnte blev tvunget til at nedlægge filialen. I 1936 overlod Skånska banken filialen til Wermlandsbanken, og den blev nedlagt senere i 1900-tallet.

## Begivenheder
Den første weekend i juli måned hvert år arrangeres den svenske delkonkurrence i rallycross-VM i Höljes, med et stort antal deltagere. Höljes med sine cirka 80 indbyggere (i 2015 var antallet 79), vokser lige denne weekend til Värmlands næstmest befolkede by. Over 35.000 personer plejer denne weekend at besøge Höljes og følge VM-arrangementet på stedet.
Ved konkurrencen i 2015 sattes en ny publikumsrekord med 39.800 besøgende. I 2017 var der ny rekord med 45.000 besøgende, og igen i 2018 med 51.600 besøgende.